# Alena (Aztekoraphidia) caudata
Alena (Aztekoraphidia) caudata is een kameelhalsvliegensoort uit de familie van de Raphidiidae. De soort komt voor in Mexico.
Alena (Aztekoraphidia) caudata werd voor het eerst wetenschappelijk beschreven door Navás in 1914.